# Bruno Jalander
Bruno Fredrik Jalander (né le 28 août 1872 à Raahe et mort le 14 décembre 1966 à Helsinki) est un major général et ministre finlandais,.

## Biographie
Bruno Jalander fréquenté l'école des cadets d'Hamina et sert comme officier dans le bataillon de tireurs d'élite d'Uusimaa de 1895 à 1902.
Bruno Jalander est surveillant de prison de 1902 à 1905, employé par la police d'Helsinki de 1905 à 1910 et directeur des usines de Juankoski de 1910 à 1913.
Bruno Jalander a fréquenté l'école forestière de Härnösand en 1913 et pendant la Première Guerre mondiale, il sert dans l'armée russe de 1914 à 1917.
Jalander est gouverneur du comté d'Uusimaa de 1917 à 1932.
Au printemps 1932, il participe à la défaite de la rébellion de Mäntsälä.
En 1906, Bruno Jalander épouse Nina Helena Schultz dont il divorce en 1919.
En 1919, il épouse la chanteuse d'opéra Aino Ackté avec qui il vivra jusqu'à sa mort en 1944.

## Carrière politique
Bruno Jalander est Ministre de la Défense des gouvernements Kallio I (14.11.1922 - 22.6.1923) et Cajander I (2.6.1922 - 14.11.1922). Il est aussi Ministre de la Guerre des gouvernements Vennola II (3.9.1921 - 2.6.1922) et Erich (15.3.1920 - 9.4.1921).

## Distinctions
- Commandeur première classe de l'ordre royal de l'Étoile polaire